# Robert Orchard Williams
Robert Orchard "Ro" Williams (1891 – 1967) fue un naturalista, explorador, y botánico inglés.

## Biografía
Entre 1916 a 1933 sirvió para el Gobierno de Trinidad y Tobago. En ese periodo y con el profesor E.E.Cheesman, fueron responsables de la preparación de partes de la "Flora de Trinidad y Tobago.
Fue oficial superior botánico del Real Jardín Botánico de Kew entre 1966 a 1989, especializándose en la flora del sudeste asiático, con énfasis en la familia Menispermaceae.

## Algunas publicaciones
- Williams, ro. 1928. Rubiales (Flora of Trinidad and Tobago) . 48 pp.

- Williams, ro. 1928. Ranales (Flora of Trinidad and Tobago)

- Williams, ro. 1929. Parietales, Caryophyllinae, Guttiferales, Geraniales (Flora of Trinidad and Tobago)

- ----. 1930. Olacales, Celastrales, Sapindales (Flora of Trinidad and Tobago)

- ----. 1932. Caryophyllinae, Guttiferales, Geraniales (Flora of Trinidad and Tobago)

- ----. 1932. Rosales (concl.), Myrtales (pars.) (Flora of Trinidad and Tobago)

- ----. 1934. Myrtales (pars.) (Flora of Trinidad and Tobago). Ed. Government Printing Office

### Libros
- Freeman, wg; ro Williams. 1941. The useful and ornamental plants in Trinidad and Tobago. Ed. A.L. Rhodes, Govt. Printer (Trinidad and Tobago). 265 pp.
- Williams, ro. 1949. The useful and ornamental plants in Zanzibar and Pemba. ix + 497 pp.
- ----. 1959. School Gardening in the Tropics. Ed. Longmans; 7.ª ed.
- ----. 1961.  Segregation and common sense. Ed. Forum Pub. Co. 217 pp.
- ----. 1963. School Gardening in the Tropics.
- ----. 1969. Revised fourth edition in the useful and ornamental plants in Trinidad and Tobago. Ed. Govt. Printery. 335 pp.

## Honores
Miembro de
- Sociedad linneana de Londres

### Epónimos
Fue honrado Williams con su epónimo de la especie:
- (Poaceae) Brachiaria williamsii Swallen

- La abreviatura «R.O.Williams» se emplea para indicar a Robert Orchard Williams como autoridad en la descripción y clasificación científica de los vegetales.[4]